# Vendeuvre
Vendeuvre és un municipi francès situat al departament de Calvados i a la regió de Normandia. L'any 2007 tenia 736 habitants.

## Demografia

### Població
El 2007 la població de fet de Vendeuvre era de 736 persones. Hi havia 276 famílies de les quals 60 eren unipersonals (40 homes vivint sols i 20 dones vivint soles), 80 parelles sense fills, 116 parelles amb fills i 20 famílies monoparentals amb fills.
La població ha evolucionat segons el següent gràfic:
Habitants censats

### Habitatges
El 2007 hi havia 319 habitatges, 279 eren l'habitatge principal de la família, 32 eren segones residències i 8 estaven desocupats. 311 eren cases i 7 eren apartaments. Dels 279 habitatges principals, 231 estaven ocupats pels seus propietaris, 44 estaven llogats i ocupats pels llogaters i 4 estaven cedits a títol gratuït; 1 tenia una cambra, 15 en tenien dues, 38 en tenien tres, 84 en tenien quatre i 141 en tenien cinc o més. 187 habitatges disposaven pel capbaix d'una plaça de pàrquing. A 138 habitatges hi havia un automòbil i a 119 n'hi havia dos o més.

### Piràmide de població
La piràmide de població per edats i sexe el 2009 era:
| Homes | Edats   | Dones |
| ----- | ------- | ----- |
| 0     | 95 o +  | 4     |
| 0     | 90 a 94 | 4     |
| 0     | 85 a 89 | 0     |
| 0     | 80 a 84 | 8     |
| 8     | 75 a 79 | 4     |
| 20    | 70 a 74 | 16    |
| 20    | 65 a 69 | 16    |
| 16    | 60 a 64 | 4     |
| 12    | 55 a 59 | 8     |
| 28    | 50 a 54 | 16    |
| 36    | 45 a 49 | 24    |
| 40    | 40 a 44 | 32    |
| 24    | 35 a 39 | 40    |
| 16    | 30 a 34 | 28    |
| 32    | 25 a 29 | 16    |
| 52    | 20 a 24 | 16    |
| 28    | 15 a 19 | 40    |
| 44    | 10 a 14 | 20    |
| 32    | 5 a 9   | 36    |
| 24    | 0 a 4   | 20    |

## Economia
El 2007 la població en edat de treballar era de 489 persones, 370 eren actives i 119 eren inactives. De les 370 persones actives 327 estaven ocupades (186 homes i 141 dones) i 43 estaven aturades (25 homes i 18 dones). De les 119 persones inactives 31 estaven jubilades, 46 estaven estudiant i 42 estaven classificades com a «altres inactius».

### Ingressos
El 2009 a Vendeuvre hi havia 293 unitats fiscals que integraven 760,5 persones, la mediana anual d'ingressos fiscals per persona era de 17.198 €.

### Activitats econòmiques
Dels 27 establiments que hi havia el 2007, 1 era d'una empresa extractiva, 3 d'empreses de fabricació d'altres productes industrials, 10 d'empreses de construcció, 6 d'empreses de comerç i reparació d'automòbils, 2 d'empreses de transport, 2 d'empreses financeres i 3 d'empreses de serveis.
Dels 9 establiments de servei als particulars que hi havia el 2009, 1 era un taller de reparació d'automòbils i de material agrícola, 3 paletes, 1 guixaire pintor, 3 fusteries i 1 electricista.
L'any 2000 a Vendeuvre hi havia 29 explotacions agrícoles que ocupaven un total de 2.240 hectàrees.

## Equipaments sanitaris i escolars
El 2009 hi havia una escola elemental integrada dins d'un grup escolar amb les comunes properes formant una escola dispersa.

## Poblacions més properes
El següent diagrama mostra les poblacions més properes.